# Victoria Lidiard
Pour les articles homonymes, voir Lidiard.
Victoria Lidiard (23 décembre 1889 - 3 octobre 1992) est une militante sociale britannique, opticienne et auteure chrétienne, connue pour être la dernière suffragette britannique, morte à 102 ans en 1992. Elle a également milité en faveur du bien-être animal, du végétarisme et de l'ordination des femmes.

## Biographie
Victoria Simmons est née le 23 décembre 1889 à Clifton, Bristol, au sein d'une fratrie de 12 enfants. Elle effectue ses études dans une Dame school locale, puis à partir de l'âge de 14 ans, elle travaille dans un studio photographique, tout en étudiant la comptabilité et la sténographie le soir. 
Avec sa mère, plusieurs de ses sœurs, et contre la volonté de son père, elle rejoint la Women's Social and Political Union (WSPU) en 1907 après avoir entendu parler Annie Kenney, l'organisatrice de l'Ouest de l'Angleterre de la WPSU,. Elle milite localement, notamment dans le secteur portuaire de Bristol, écrit des slogans à la craie sur les trottoirs, harangue les passants, vend Votes for Women, le journal de la WPSU, participe à une manifestation à Clifton et perturbe des réunions politiques,,. 
Bien qu'initialement peu disposée à s'engager dans des activités plus militantes du type préconisé par Emmeline Pankhurst et la WSPU à partir de 1908, elle se joint à une action WPSU, y compris peut-être une manifestation de bris de vitres le 1er mars 1908 dans la zone commerçante du centre de Londres - Regent Street, Piccadilly, The Strand, Oxford Street et Bond Street, ; mais certainement le 4 mars 1912 pour casser des vitres à Whitehall, où elle est arrêtée pour avoir brisé une vitre du War Office. Jugée et condamnée, elle est condamnée à deux mois de prison à la prison de Holloway,.
Elle est l'une des co-signataires du mouchoir des suffragettes en 1912.
Pendant la Première Guerre mondiale, la WSPU conclut un moratoire sur la protestation. Victoria et une sœur passent la guerre à Kensington à gérer une maison d'hôtes, Lidiard entreprenant des travaux de munitions le week-end à la centrale électrique de Battersea en assemblant des obus anti-aériens,,. Elle épouse en 1918 Alexandre Lidiard, alors major du 3e bataillon des Manchester Rifles, et membre actif de la Men's League for Women's Suffrage,. Elle suit une formation d'opticienne après la guerre et, son mari et elle travaillent comme opticiens à Maidenhead et High Wycombe,,. 
En tant que l'une des suffragettes les plus anciennes, elle est interviewée vers la fin de sa vie par la BBC. Une plaque bleue à Hove lui rend hommage.

## Autres activités et engagements
Lidiard devient végétarienne à l'âge de 10 ans et s'intéresse au bien-être animal toute sa vie. Son régime végétarien déconcerte les autorités de la prison de Holloway qui lui donnent une quantité excessive de « presque une demi-livre de haricots beurre ». 
Lidiard est socialement active tout au long de sa vie, s'impliquant dans des campagnes en faveur du bien-être animal telles que pour l'amélioration des conditions de transport du bétail. Elle occupe des postes au sein du conseil de l'église locale et sert en tant que membre du Conseil national des femmes britanniques (en). Vers la fin de sa vie, elle fait campagne avec le Mouvement pour l'ordination des femmes (en), établissant un parallèle exact entre cela et son action pour le droit de vote des femmes de sa jeunesse,,. 
Elle écrit et publie deux livres, Christianity, Faith, Love and Healing (1988) et Animals and All Churches (1989). 
Elle meurt à Hove, dans le Sussex de l'Est, le 3 octobre 1992.